# António Eduardo de Azevedo Abranches
António Eduardo de Azevedo Abranches (Tondela, 4 de Agosto de 1901 – Braga, 3 de Outubro de 1961) foi um magistrado português, juiz conselheiro do Supremo Tribunal Administrativo, que foi governador civil do distrito de Braga desde 1957 até à sua morte.

## Biografia
Licenciado em Direito pela Universidade de Coimbra em 1927, António Eduardo de Azevedo Abranches ingressou na carreira da magistratura, sendo nomeadamente juiz do Tribunal do Trabalho de Braga em 1934 e juiz conselheiro do Supremo Tribunal Administrativo.
A 4 de Julho de 1957 foi nomeado governador civil do distrito de Braga, cargo em que viria a falecer cinco anos depois. Sucedeu ao Capitão Eng. Armando Neri Teixeira e foi sucedido pelo Dr. Francisco Leandro Pessoa Monteiro.

## Família
O Dr. António Eduardo de Azevedo Abranches era filho do Dr. Augusto de Abranches Coelho de Lemos e Menezes (1860-1944), que durante muitos anos foi director das Finanças do distrito de Braga, tendo antes sido escrivão da Fazenda de Viseu (5 de Junho de 1883) e de São João de Areias, Carregal do Sal, Resende e Sátão (30 de Julho de 1887), e de sua mulher (casados a 3 de Janeiro de 1887 em Viseu) D. Maria Jesuína Pereira de Azevedo Pinho da Bandeira (1858-1940). O Dr. Augusto de Abranches Coelho de Lemos e Menezes era irmão do General Eng. Silvério de Abranches de Lemos e Menezes.
Casou a 30 de Março de 1932 em Santa Lucrécia de Algeriz com D. Maria Teresa de Carvalho Melo Falcão Tinoco da Silva Coutinho de Lacerda, filha do Capitão-médico Dr. Jordão de Melo Falcão Tinoco da Silva Coutinho de Lacerda, com geração.